# دها (مجموعه تلویزیونی)
نابغه (انگلیسی: Deha)  یک مجموعه تلویزیونی اکشن درام ترکی است که توسط شرکت آی یاپیم ساخته شده است. این سریال به نویسندگی داملا سریم و کارگردانی اوموت آرال از ۲۲ سپتامبر ۲۰۲۴ آغاز به پخش کرد.
دوران جوان نابغه ایی است که در ریاضیات و حل مسعله بسیار خارق العاده است. پدرش (اسکندر) در کودکی او و اعضای خوانواده اش را به همراه همسر دوم (آیسل) و پسرش (جسور) ترک می کند و دوران بدون اسکندر بزرگ می شود. اسکندر مرد بسیار زیرک و حیله گری است که حتی حاضر است بابت پول از جان فرزندان خود بگذرد. سالها می گذرد و اکنون دوران ۲۷ ساله شده. او یک مسعله ریاضی که حل نشده بود را حل میکند به همین دلیل در رسانه ها محبوب و قرار است به همراه ۱ میلیون دلار به امریکا برود. او قصد دارد به همراه دختر مورد علاقه اش (اسمه) باهم بروند.در همین اوضاع برادر کوچک دوران(باران) بعلت فقر قصد دارد پدرش که اورا نمیشناسد را پیدا کند. باران پس از پیدا کردن اسکندر با وی صمیمی می شود و اسکندر برای او هر خواسته اش را براورده می کند اما اسکندر مردی نیست که روی چیزی که برایش سود ندارد سرمایه کند! او قصد دارد بوسیله باران بدهی اش به دشمن مافیایی اش (حاکم) را با فرستادن دلار های تقلبی تسویه کند در حالیکه جسور برادر ناتنی باران و دوران پنهانی نقشه اسکندر را به حاکم می گوید و حاکم نیز باران را به قتل می رساند. بعد از پیدا شدن جسد باران در خانه اسکندر، دوران قصد دارد از پدرش که هم اکنون در قبرس است و یک قمار خانه بزرگ دارد انتقام بگیرد.

## بازیگران
- آراس بولوت اینملی در نقش دوران کاران
- اوقور پولات در نقش اسکندر کاران
- تانر اولمز در نقش جسور کاران
- اونور سایلاک در نقش صوفی / علی حیدر
- ملیس سزن در نقش ایمره کاران
- احسن اراوغلو در نقش اسمه
- سدا آکمان در نقش آیسل کاران
- زحل گنجر در نقش گولجه کاران
- امل گوکسو در تقش جاویدان کاران
- جنک کان‌گوز در نقش حاکم نالکوپاران
- تانر روملی در نقش یوسف نالکوپاران / کارگا
- اوموتجان اوتبای در نقش یامان کاران
- چاغان افه آک در نقش بوران کاران
- ایلول ارسوز در نقش جیلان کاران
- اوغولجان آرمان در نقش فرمان کاران
- عبدالرحمان یونس اوغلو در نقش چنگیز
- چاغری آتاکان در نقش قدیر
- علی برگه در نقش تموچین / تیم
- امیر بندرلی اوغلو در نقش جلال اولاجا / کودوز
- ارتان سابان در نقش کاراهان دوغان